# سيرجيو فيتور
سيرجيو خافيير فيتور (بالإسبانية: Sergio Vittor) مواليد 9 يوليو 1989 في الأرجنتين، هو لاعب كرة قدم أرجنتيني يلعب في نادي الكويت.

## روابط خارجية
سيرجيو فيتور على موقع قاعدة بيانات كرة القدم.إي يو (الإنجليزية)
- سيرجيو فيتور على موقع Soccerway.com (الإنجليزية)
- سيرجيو فيتور على موقع AS.com (الإسبانية)